# With Body & Soul
With Body & Soul, также известный как The Incomparable Miss Julie London: With Body & Soul, — двадцать седьмой студийный альбом американской певицы Джули Лондон, выпущенный в 1967 году на лейбле Liberty Records. Продюсером альбома стал Кельвин Картер. Пианист и аранжировщик — Кирк Стюарт.

## Список композиций
| №  | Название              | Автор(ы)                           | Длительность |
| -- | --------------------- | ---------------------------------- | ------------ |
| 1. | «The Comeback»        | Дж. Л. Чатмэн                      | 4:03         |
| 2. | «Come On By»          | Анджело Бадаламенти, Норман Саймон | 3:14         |
| 3. | «C.C. Rider»          | Ма Рейни, Лина Арант               | 3:50         |
| 4. | «Romance in the Dark» | Лил Грин                           | 3:19         |
| 5. | «I Got a Sweetie»     | Рэй Чарльз, Ренальд Ричард         | 3:11         |

| №                   | Название                   | Автор(ы)                                  | Длительность |
| ------------------- | -------------------------- | ----------------------------------------- | ------------ |
| 1.                  | «You’re No Good»           | Клинт Баллард мл.                         | 2:13         |
| 2.                  | «Alexander’s Ragtime Band» | Ирвинг Берлин                             | 3:46         |
| 3.                  | «If You Want This Love»    | Бейкер Найт                               | 3:08         |
| 4.                  | «Looking Back»             | Брук Бентон, Белфорд Хендрикс, Клайд Отис | 4:09         |
| 5.                  | «Treat Me Good»            | Джимми Рэдклифф, Бадди Скотт              | 3:12         |
| 6.                  | «Straight Shooter»         | Джон Филлипс                              | 2:49         |
| Общая длительность: | Общая длительность:        | Общая длительность:                       | 37:33        |